# برا پاهانگ
برا پاهانگ (به لاتین: Bera, Pahang) یک سکونتگاه مسکونی در مالزی است که در پاهانگ واقع شده‌است.